# Maransin
Maransin é uma comuna francesa na região administrativa da Nova Aquitânia, no departamento da Gironda. Estende-se por uma área de 30,3 km². Em 2010 a comuna tinha 1 016 habitantes (densidade: 33,5 hab./km²).